# Iwan Karabyz
Iwan Fedorowytsch Karabyz, englische Transkription Ivan Karabyts, auch Ivan Karabits (* 17. Januar 1945 in Jalta, Oblast Donezk, Ukrainische SSR; † 20. Januar 2002 in Kiew) war ein ukrainischer Komponist und Dirigent griechischer Abstammung.

## Leben
Iwan Karabyz kam im Dorf Jalta bei Welyka Nowosilka im Westen der Oblast Donezk in einer Arbeiterfamilie zur Welt und schrieb sich als 13-Jähriger ohne Erstausbildung in die Musikschule in Artemiwsk ein. Bereits in der Schule begann er zu komponieren und nach Beendigung der Schule wechselte er zu Borys Ljatoschynskyj und Myroslaw Skoryk ans Kiewer Konservatorium, wo er ab 1983 auch selbst lehrte. Seit 1994 war er künstlerischer Leiter des Solistenensembles Kiew Camerata. Iwan Karabyz komponierte für Ballett, Musical, Oper, Orchester- und Kammermusik sowie Filmmusik. Karabyz war der Gründer und musikalischer Leiter des internationalen "Kiew-Musikfestes".
Er ist der Vater von Kirill Karabits, der ebenfalls Dirigent wurde. Karabyz starb 57-jährig in Kiew und wurde dort auf dem Baikowe-Friedhof beerdigt.

## Ehrungen
- Verdienter Künstler der Ukraine
- Volkskünstler der Ukraine